# Southwick (Wiltshire)
Southwick  è un villaggio e una parrocchia civile della contea del Wiltshire che si trova circa a 3 miglia a sud-ovest da Trowbridge, Sud Ovest dell'Inghilterra, Regno Unito.

## Geografia

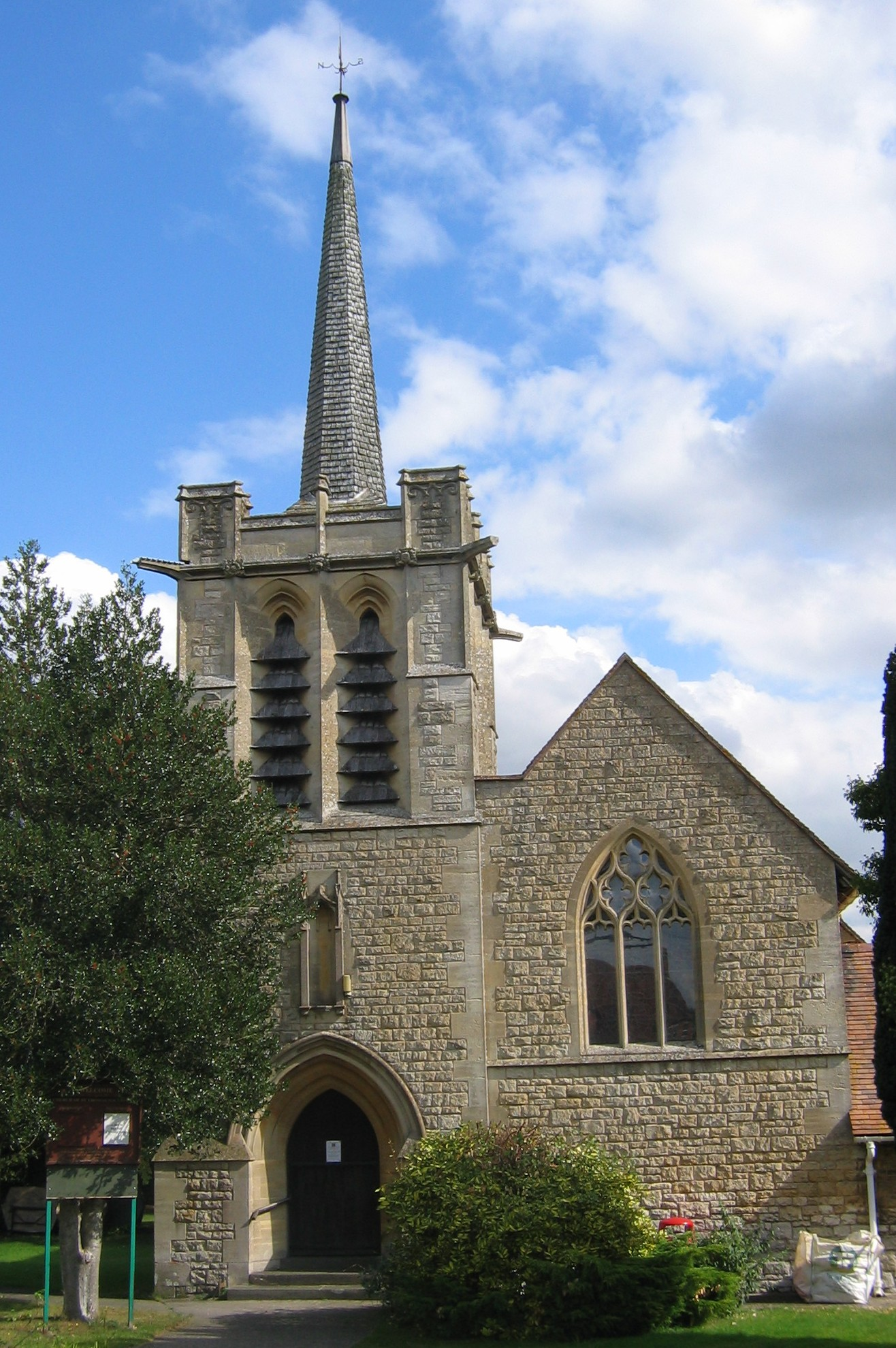
Chiesa di San Tommaso

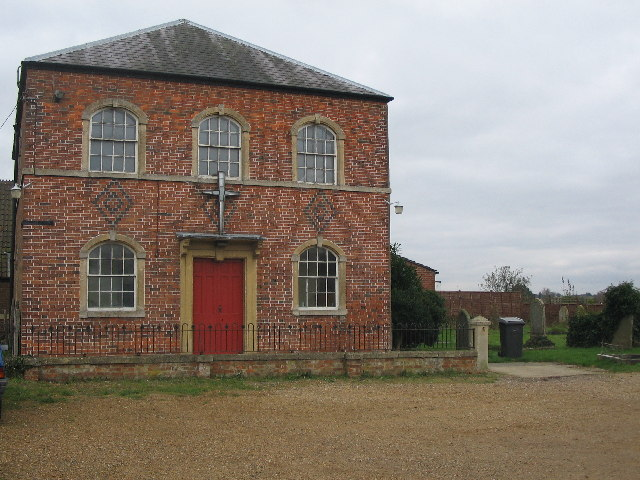
Cappella Battista della Provvidenza

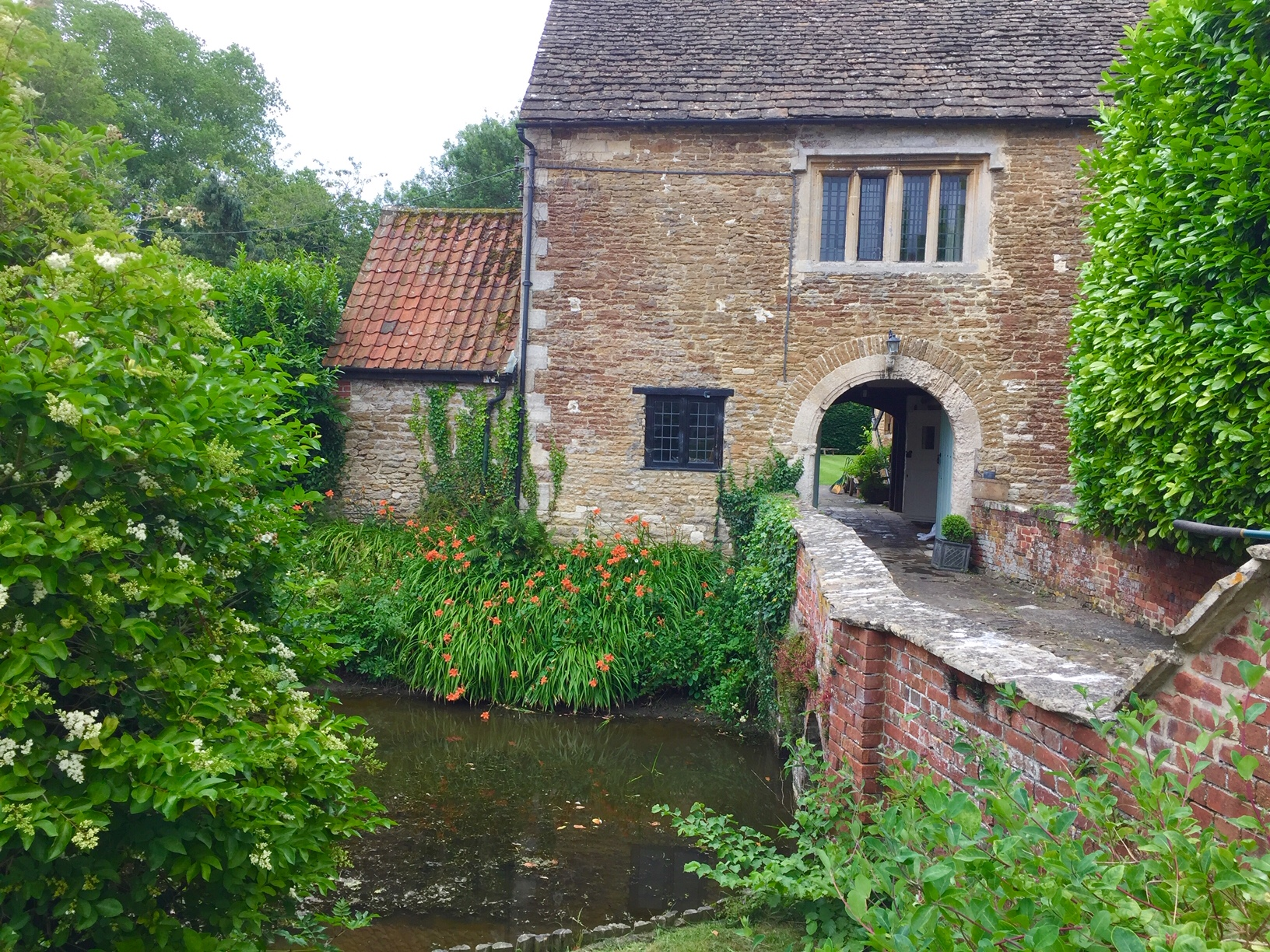
Southwick Court col suo portale di accesso

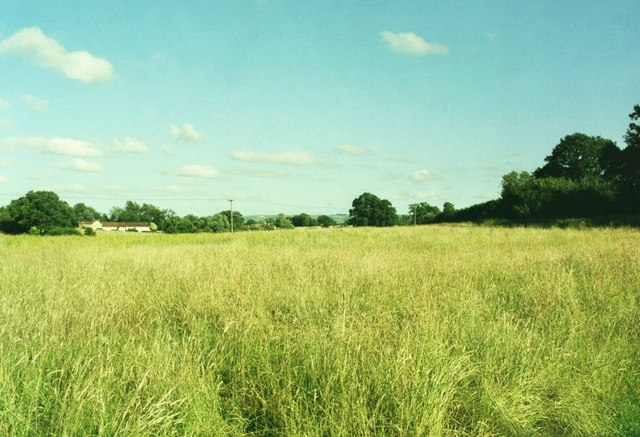
Southwick Country Park

Il territorio della parrocchia civile è separato dalla frangia sud-occidentale di Trowbridge solo dal Southwick Country Park, che consiste di oltre 100 acri di campi aperti. La maggior parte del villaggio si trova a sud della strada A361, che attraversa il villaggio, collegando Trowbridge con Frome. L'intera area in epoca sassone rientrava nei confini del feudo di Steeple Ashton. L'antica parrocchia vista dall'alto ha forma irregolare e si trova nella valle argillosa del Wiltshire occidentale, che si estende dalla valle del Biss sul suo confine orientale a quella del Frome a ovest. Questi fiumi formano il confine nei tratti che li interessano. Il territorio è per lo più drenato da piccoli corsi d'acqua che sfociano nel Biss poiché la terra posta a maggior livello si trova sul bordo occidentale della parrocchia. Si eleva fino a circa 275 piedi vicino a Overcourt Farm e 250 piedi a Vagg's Hill, da cui c'è una ripida discesa verso il Frome.

## Storia
Fino alla metà del XIX secolo la storia di Southwick è stata intrecciata con quella della vicina North Bradley poiché fino al 1866 le due parrocchie civili erano state un'unica entità. La parrocchia moderna di Southwick si trova a sud-ovest di Trowbridge sulla strada per Frome. Le abitazioni moderne hanno creato un insediamento rettangolare, in gran parte a sud della strada, che a sua volta corre da sud-ovest a nord-est. Ci sono pochi reperti archeologici e caratteristiche nel territorio e questi non suggeriscono un'occupazione continua. Includono un martello d'ascia neolitico e un'ascia palstave dell'età del bronzo, e ci sono prove non datate di un recinto e di una banca. Si dice che i terrapieni e i tumuli siano stati distrutti a Rode Hill all'inizio del XIX secolo. A nord, in un campo, sono stati trovati resti di ceramica romano-britannica, il che potrebbe indicare che qui c'era una fattoria. Nel periodo sassone, la tenuta era inclusa in Steeple Ashton che apparteneva all'abbazia di Romsey. Per questo motivo non c'è una voce separata nel Domesday Book e non sappiamo se qui esistesse un insediamento nel 1086. È probabile che ci fossero fattorie e cottage, ma non si sa se questi costituissero o meno un insediamento nucleato. Nel Medioevo fu per un periodo considerata parte della parrocchia di Edington ma dalla metà circa del XIV secolo sembra essere stata trattata come una parrocchia indipendente. Southwick divenne ufficialmente una parrocchia civile separata alla fine del XIX secolo. Dal punto di vista economico la maggior parte del territorio della parrocchia è dedicata all'allevamento di bovini da latte. Le uniche aree boschive rimaste sono a Vagg's Hill a ovest, intorno a Brokerswood a sud e a Picket Wood vicino a Yarnbrook. Nel Medioevo c'erano probabilmente molte più aree boschive e Bradley e Southwick si trovavano entrambe entro i confini della foresta di Selwood fino al 1300. Nel XVIII secolo la parrocchia era notevole per l'estensione dei suoi beni comuni. Il villaggio di Bradley era quasi circondato da Woodmarsh Common a nord, Bradley Common, che si estendeva quasi fino a Southwick, e Little Common vicino alla fattoria omonima. Drynham Common si estendeva lungo il confine di Trowbridge, e Yarnbrook Common giaceva tra Yarnbrook e il confine di Westbury. Southwick stessa era costruita attorno a un grande prato comune, e a ovest il grandissimo Rode Common divideva le terre recintate lungo il Frome dal resto della parrocchia. Parte di Rode Common fu recintata nel 1792, e gli altri terreni comuni nella parrocchia nel 1805.

## Monumenti e luoghi d'interesse
Nel territorio di Stanton Southwick sono presenti alcuni edifici e luoghi d'interesse:
- Chiesa di San Tommaso. Appartiene alla diocesi di Salisbury e dal 14 giugno 1988 è considerata un monumento classificato di seconda categoria. Si tratta di una chiesa parrocchiale anglicana edificata a cavallo tra il XIX e il XX secolo in pietra calcarea e con tetto in tegole. La torre si alza a nord-ovest ed è a navata unica.[5][6]
- Cappella Battista della Provvidenza, Southwick. Quando Henry Nightingale fu licenziato dalla vecchia cappella battista fondò questa chiesa con altri venti fedeli che lo seguirono. Formarono una Society of Strict Baptists, adottando le regole e gli articoli della Zion Baptist Church di Trowbridge. La prima pietra della nuova cappella fu posata il 1º aprile 1861 e fu inaugurata il 31 luglio di quell'anno. Il denaro fu raccolto tramite sottoscrizione e da amici di Zion. il cimitero fu aggiunto in seguito, oltre alla scuola. Dopo la morte di Henry Nightingale nel 1877 non ci fu un pastore fisso e i servizi furono svolti da ministri supplenti. La cappella è stata dismessa alla fine del XX secolo divenendo una casa privata. Dal 14 giugno 1988 è considerata un monumento classificato di seconda categoria[7][8]
- Southwick Court. Si trova circa a metà strada tra Southwick e North Bradley in mezzo ai campi. Si tratta di una tenuta con l'unica residenza privata sopravvissuta nella zona e risalente al tardo medioevo. La casa e il suo giardino con frutteto sono circondati da un fossato, alimentato da un ramo del torrente Lambrok che nasce a North Bradley. La casa risale alla metà del XVI secolo ma diverse parti sono ancora più antiche. La guardiola fu costruita alla fine del 1400 e in realtà c'è stata una casa qui almeno dal 1200, e forse molto prima. Tra i proprietari vi furono John Stafford, arcivescovo di Canterbury dal 1443 al 1452 e consigliere di fiducia sia di Enrico V sia di Enrico VI, e anche Sir David Owen, prozio di Enrico VIII. In origine era una vecchia casa a sala rettangolare, ma è stata continuamente adattata e ricostruita nel corso degli anni. Intorno al 1567 fu aggiunta un'ala. Intorno al 1620 la casa divenne di proprietà della famiglia Long, che fece fortuna nel commercio di tessuti e possedeva molte delle grandi tenute del West Wiltshire.[9]
- Southwick Country Park. Southwick è un parco ricreativo di oltre 100 acri prevalentemente costituito da prati e campi. Una serie di sentieri collega i campi, con un percorso circolare. La rete di siepi, ruscelli, piccoli boschi e stagni offre habitat faunistici vari. C'è anche un centro naturalistico con un piccolo zoo.[10]